# فرودگاه شهری پوتس‌تاون
 فرودگاه شهری پوتس‌تاون (به انگلیسی: Pottstown Municipal Airport) یک فرودگاه همگانی بهره‌برداری هوایی است که یک باند فرود آسفالت دارد و طول باند آن ۸۲۴ متر است. این فرودگاه در کشور ایالات متحده آمریکا قرار دارد و در ارتفاع ۷۸ متری از سطح دریا واقع شده است.